# Giuseppe Guerzoni
Giuseppe Guerzoni (né soit à Calcinato, soit à Castel Goffredo,,, ou Mantoue le 27 février 1835, mort à Montichiari le 26 novembre 1886) est un patriote, écrivain italien et principal biographe de Giuseppe Garibaldi.

## Biographie
Giuseppe Guerzoni est élève au lycée de Mantoue de don Ferdinando Bosio, patriote, qui lui inculque les idéaux du Risorgimento. En 1849, il s'enfuit de chez lui pour participer à la défense de Brescia, assiégée par les Autrichiens. En 1856, après un diplôme en philosophie de l'Université de Pavie, il s'installe à Turin. Resté veuf, il s'installe à Milan où il commence une activité d'écrivain. En 1859, il combat parmi les chasseurs des Alpes lors de la seconde guerre d’indépendance et en 1860, il s'engage dans l'expédition des Mille.
La même année, il transfère sa résidence à Castel Goffredo, où padre Lino est nommé secrétaire de mairie. Il y reste jusqu'en 1870 et s'installe à Montichiari.
Le 3 juillet 1862 à Palerme, il est initié en franc-maçonnerie dans la Loge « I Rigeneratori del 12 gennaro 1848 al 1860 Garibaldini », dont le Vénérable Maître était Emanuele Sartori, et avec lui sont initiés d'autres membres de l'état-major de Garibaldi: (Giacinto Bruzzesi, Francesco Nullo, Enrico Guastalla, Giovanni  Chiassi, Pietro Ripari, Giovanni Basso, Giuseppe Nuvolari, Gustavo Frigyesi et d'autres officiers: ce fut Garibaldi lui-même, en sa qualité de grand maître de l'Ordre, qui signa la proposition d'initiation.
Au cours de l'été 1863, avec Giacinto Bruzzesi, il est à Bucarest afin de représenter le Parti d'action pour lequel il mène une mission comme émissaire de Giuseppe Mazzini afin de convaincre les révolutionnaires roumains de s'entendre avec les Hongrois.
Guerzoni devient secrétaire de Garibaldi. Il participe à la campagne de 1866 comme major au 2e régiment de volontaires italiens puis à l'état-major de Garibaldi. Il est le témoin de la bataille de Mentana qui oppose les volontaires garibaldiens aux troupes françaises et pontificales.
Il est élu député de la circonscription de Manduria de  1865 à 1874, année où il occupe la chaire de littérature italienne de l'université de Palerme avant celle de Padoue.
Il écrit de drames, des études historiques et des biographies dont celle de Nino Bixio.

## Publications

### Études historiques
- Il terzo Rinascimento, Palerme, L. Pedone Lauriel 1874
- La vita di Nino Bixio: con lettere e documenti, Florence, Barbera 1875
- Il teatro italiano nel Secolo XVIII, Milan, Bocca 1876
- Il primo Rinascimento, Vérone-Padoue, Drucker & Tedeschi 1878
- Garibaldi: con documenti editi e inediti, Florence, Barbera 1882

### Récits
- La tratta dei fanciulli, Milan, Treves 1869
- Memorie d'un disertore, Milan, Treves 1871
- Un materialista in campagna, Padoue, Tip. Sacchetto, 1877

### Drames
- Il cholera, drame in 5 actes, Milan, Borroni e Scotti 1855
- La vocazione, 1858

## Crédit d'auteurs
- (it) Cet article est partiellement ou en totalité issu de l’article de Wikipédia en italien intitulé « Giuseppe Guerzoni » (voir la liste des auteurs).